# Sandtjärnen (Färnebo socken, Värmland)
Sandtjärnen är en sjö i Filipstads kommun i Värmland och ingår i Göta älvs huvudavrinningsområde.